# Murama
Murama är ett periodiskt vattendrag i Burundi.   Det ligger i provinsen Mwaro, i den centrala delen av landet, 40 km öster om huvudstaden Bujumbura.
Omgivningarna runt Murama är en mosaik av jordbruksmark och naturlig växtlighet. Runt Murama är det tätbefolkat, med 383 invånare per kvadratkilometer.